# Puzzle Bobble 2
 (novembre 2014).
Si vous disposez d'ouvrages ou d'articles de référence ou si vous connaissez des sites web de qualité traitant du thème abordé ici, merci de compléter l'article en donnant les références utiles à sa vérifiabilité et en les liant à la section « Notes et références ».
Puzzle Bobble 2, aussi connu sous le nom Bust-a-Move Again, est un jeu vidéo de type puzzle game développé par Taito et édité par Taito en 1995 sur borne d'arcade Taito F3. Le jeu a été adapté à partir de 1996 sur consoles et Windows sous le titre Bust-a-Move 2: Arcade Edition. Une version Neo-Geo MVS est sortie en 1999 (NGM 248) ,,
Il s'agit du second épisode de la série Puzzle Bobble. Le but est de vider l'écran de toutes les bulles présentes (mode 1 joueur) ou d'envoyer le plus de bulle à son adversaire afin de le faire perdre (mode 2 joueurs).

## Système de jeu

### Le principe
Le joueur commence avec un tableau déjà pré-rempli de bulles. Pour vider son tableau, il faut qu'au moins 3 bulles de même couleur se touchent. Lorsque 3 bulles ou plus de même couleur se touchent, elles explosent. Attention, lors des débuts de partie ou lorsque l'adversaire vous envoie des bulles, il se peut que vous vous retrouviez avec 3 bulles de même couleur qui se touchent mais qui n'explosent pas. Pour que les bulles explosent, il faut que ce soit le joueur lui-même qui envoie une bulle de la couleur souhaitée.
Les bulles se collent les unes aux autres et sont accrochées au plafond, contrairement à Tetris où les blocs descendent. Lorsqu'une bulle franchit la ligne du bas, le joueur a perdu.

### Les modes de jeu
Il existe plusieurs modes de jeu, et la difficulté est réglable. En mode "Défi", la difficulté permet d'augmenter l'intelligence de l'ordinateur tandis qu'en mode 2 joueurs, cela augmente le nombre de couleurs possibles (plus de couleurs différentes accroit la difficulté à former des paquets de 3 bulles identiques).

#### Mode 1 joueur
Le mode solo est composé de deux parties : le mode "Histoire" et le mode "Défi".
En mode "Histoire", vous allez vous balader sur une carte contenant les lettres de l'alphabet. À chaque lettre, vous aurez droit à une série de 5 tableaux à résoudre. Pour passer au tableau suivant, vous devez vider complètement le tableau avant que les bulles n'atteignent la ligne de bas, indiquant la défaite. Le plafond descend petit à petit et il ne faut donc pas perdre de temps.

Il y a plusieurs fins possibles en fonction de la lettre de fin sur laquelle vous arrivez. Essayez de les voir toutes.
En mode "Défi", vous allez affronter des personnages joués par l'ordinateur comme s'il s'agissait du mode 2 joueurs. Le match se déroule en 1 round. Arriverez-vous à vaincre le boss de fin ?

#### Mode 2 joueurs
Le mode 2 joueurs est le mode qui permet d'affronter un joueur humain. Le but est de forcer la défaite de son adversaire en lui envoyant suffisamment de bulles afin qu'une bulle franchisse la ligne du bas. Il y a plusieurs changements par rapport au mode "Histoire" :
- Le plafond ne descend pas. À la place, c'est une ligne de bulle supplémentaire qui apparaît tout en haut de l'écran.
- Pour chaque bulle tombée de son tableau, l'adversaire en recevra une de même couleur.

Les parties s'enchaînent rapidement, les retournements de situation sont nombreux et le fun est très présent, tant que les joueurs ont un niveau à peu près équivalent.

### Les bulles particulières
Il existe des bulles qui n'appartiennent à aucune couleur et qui ont des propriétés spéciales :
- La bulle transparente : cette bulle n'a aucune propriété. N'étant affectée à aucune couleur, elle ne peut exploser. On ne peut s'en débarrasser qu'en la faisant tomber dans une grappe.
- La bulle étoile : lorsque cette bulle touche une bulle de couleur ou qu'une bulle de couleur vient la toucher si elle est déjà présente dans le tableau, toutes les bulles de cette même couleur explosent. L'explosion ne génère pas d'envoi de bulle chez l'adversaire, sauf si une grappe tombe.
- La bulle noire : cette bulle détruit tout sur son passage et explose lorsqu'elle touche le plafond.
- Le bulle bloc : cette bulle peut s'accrocher sur les parois des côtés et les bulles peuvent s'y fixer. Pour s'en débarrasser, il faut que le bloc tombe derrière la ligne de défaite (ce bloc ne provoque pas la défaite par lui-même mais peut la provoquer si d'autres bulles y sont accrochées).

### Les techniques

#### La grappe
Bien qu'il soit possible de vider son écran en faisant simplement exploser des bulles, il est beaucoup plus rapide et préférable d'utiliser la technique de la grappe pour vider plein de bulles en même temps.
Les bulles se collent entre elles et les premières se fixent au plafond. Cette technique consiste à faire exploser des bulles le plus haut possible afin que les bulles en dessous n'aient plus de support. Privées de fixation en hauteur, elles tombent de l'écran et sont donc éjectées du tableau (même si les bulles qui tombent franchissent la barre de défaite du bas, cela ne provoque pas la défaite).
En mode 1 joueur, cette technique permet de nettoyer plus rapidement un tableau plutôt que de tout faire exploser individuellement.
En mode 2 joueurs, cette technique est celle qui permet d'accélérer la défaite de son adversaire. En effet, pour chaque bulle tombée, une bulle de même couleur va être envoyée à l'adversaire. Plus la grappe tombée contient de bulles et plus l'adversaire aura de bulles supplémentaires.
Cette technique est aussi à double tranchant. Imaginons 2 joueurs qui sont prêts à faire tomber une grappe de taille identique. Le joueur 1 fait tomber sa grappe et le joueur 2 reçoit des bulles en conséquence. Cependant, si les bulles que le joueur 2 a reçu n'ont pas endommagé sa grappe, celui-ci peut faire chuter la sienne avec des bulles qui sont arrivées juste avant. Sa grappe est donc plus grosse que celle du joueur 1. Mais la plupart du temps, il vaut mieux dégainer le premier car un envoi massif de bulles coince souvent la grappe adverse et l'adversaire se retrouve dans l'impossibilité immédiate de faire chuter sa grappe.

#### L'accumulation
L'accumulation consiste à essayer de placer des bulles de même couleur assez proche mais sans se toucher, de façon à faire tout exploser en même temps au moment voulu. Cette technique est assez difficile à mettre en œuvre car il est impossible de former soi-même une accumulation de plus de 5 bulles et les gains ne sont pas élevés, puisque l'adversaire ne se prend qu'une bulle pour chaque bulle explosée au-delà de 3 (une accumulation de 5 bulles n'enverra donc que 2 bulles à l'adversaire).
Cette technique n'est utile que lorsque les bulles de départ ou que l'arrivée de bulle en provenance d'un adversaire ont déjà formés une accumulation importante. Ainsi, cette accumulation favorise la création de grappes géantes, capable de nuire très fortement à l'adversaire.

## Versions
Le jeu a eu une version remaniée, Puzzle Bobble 2X, aussi appelé Bust-a-Move Again: EX Edition, sortie sur borne d'arcade en 1995. Cette version a été adaptée  en 1996 sur PlayStation et Saturn puis en 1998 sur Nintendo 64, Windows et Game Boy, sous le titre Bust-a-Move 2: Arcade Edition.
Puzzle Bobble Mini, aussi appelé Bust-a-Move Pocket, est l'adaptation de la série sur Neo-Geo Pocket Color, commercialisée en 1999. Elle est très proche de Puzzle Bobble 2.